# 11. komunikacijska brigada (ZDA)
11. komunikacijska brigada je komunikacijska brigada Kopenske vojske Združenih držav Amerike.